# Landelijk Meetnet Luchtkwaliteit

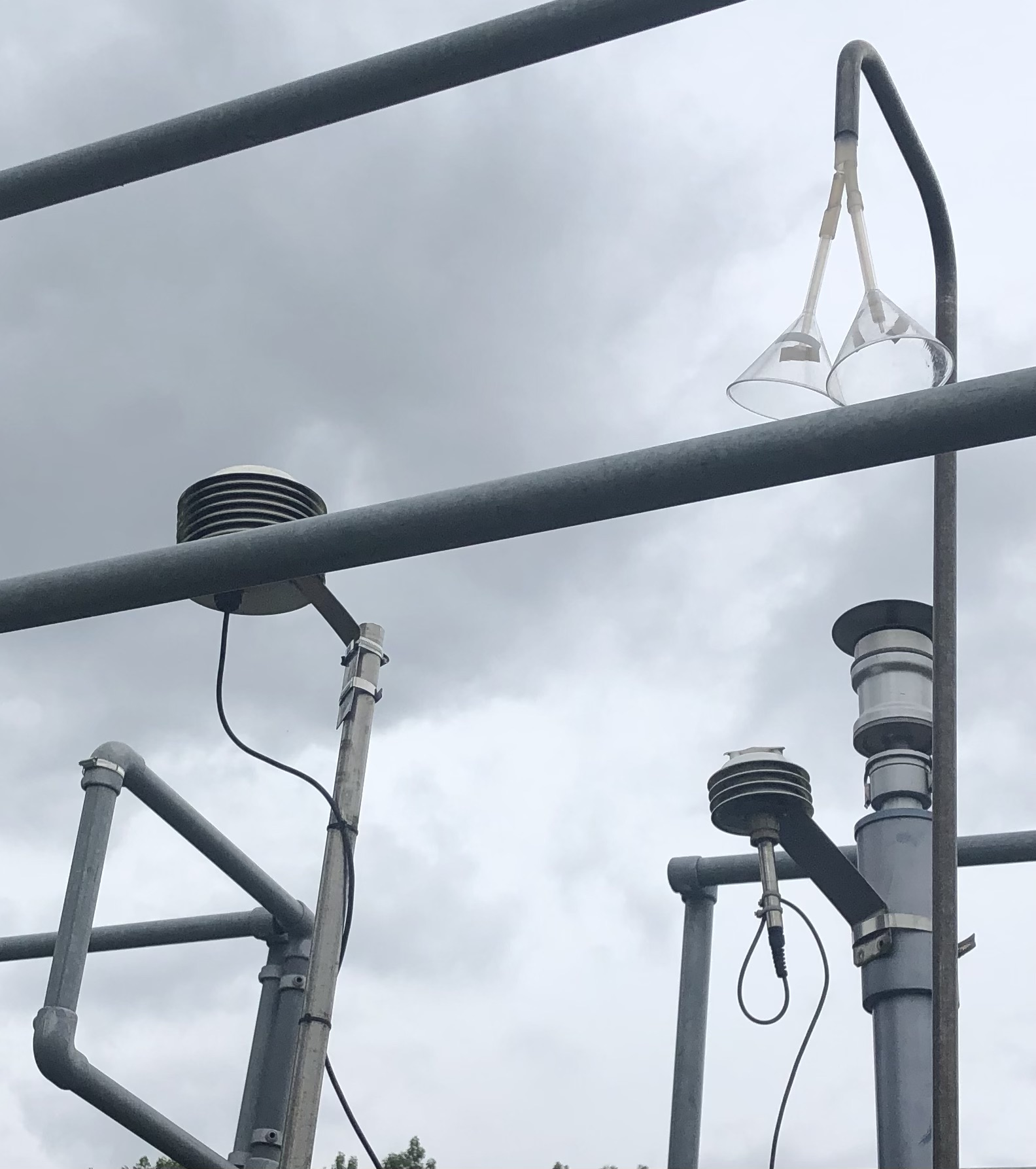
Luchtmeetstation van het havenbedrijf Amsterdam in Spaarnwoude

Het Landelijk Meetnet Luchtkwaliteit is een Nederlands meetnet waarbij de luchtkwaliteit verspreid over Nederland wordt gemeten door het Rijksinstituut voor Volksgezondheid en Milieu (RIVM). Het meetnet bestaat uit 44 meetpunten van het RIVM en 51 regionale meetpunten waaronder Luchtmeetnet Amsterdam en het Luchtmeetnet Rijnmond. De data van de meetstations wordt ieder uur ververst. Het gaat om metingen aan diverse stoffen zoals ozon (O3), stikstofoxiden (NO, NO2, NOx), zwaveldioxide (SO2), ammoniak (NH3), fijnstof (PM10) en zwarte rook. De data wordt op de website luchtmeetnet.nl aangeboden.
Het meetnet meet op zes locaties meten de luchtconcentratie van ammoniak, en op 46 locaties die van stikstofoxides. Op 8 locaties zijn meetapparatuur om de natte depositie van ammoniak (in regenwater is dat als ammonium) en stikstofoxides (in regenwater is dat als nitraat) te meten. In 2014 zijn twee meetstations voor ammoniak opgeheven.

## Geschiedenis
Een geautomatiseerd meetnet werd op 17 oktober 1969 gerealiseerd in de regio Rijnmond om zwaveldioxide afkomstig van de industrie te kunnen meten. Het netwerk werd opgezet door Philips, TUE en RIVM met electronica die door coulometrie tot stand gekomen metingen via lijnverbindingen naar een centrale stuurde. Hierna werd over heel Nederland een meetnet opgezet met dezelfde meetkasten. Het aantal te meten stoffen werd hierbij uitgebreid. Niet alle stoffen konden met coulometrie even goed worden gemeten en voor stikstofoxide en ozon werd gekozen voor chemiluminiscentie. Op 22 maart 1971 wordt de start van het Landelijk Meetnet officieel gedaan door staatssecretaris Kruisinga, waarna tot 26 mei 1975 een voor een de verschillende regio's werden aangesloten.